# 284 км (платформа)
284 км — пасажирський зупинний пункт Дніпровської дирекції Придніпровської залізниці на електрифікованій лінії Синельникове II — Чаплине між станціями Письменна (12 км) та Улянівка (8 км). Розташований поблизу села Шев'якине Синельниківського району Дніпропетровської області.

## Пасажирське сполучення
На зупинному пункті 284 км зупиняються приміські електропоїзди Синельниківського та Чаплинського напрямку.